# Pozières-i ausztrál háborús emlékmű
A pozières-i ausztrál háborús emlékmű (Windmill Austrial Memorial) egy első világháborús emlékmű Franciaországban, északra Pozières településtől, az Albert és Bapaume között húzódó út mentén.

## Az emlékmű
Az emlékmű egy magaslaton található, ahol egykor egy szélmalom (angolul windmill) állt, amely német tűzvezetési és parancsnoki pont volt. A szélmalmot a francia és brit tüzérség a földdel tette egyenlővé, csak egy törmelékhalom maradt a helyén. A szélmalom és a német bunkerek maradványait mára teljesen benőtte a fű. A magaslatról kilométerekre ellátni, jól ki lehet venni az egykori front fontos pontjait, köztük a courcelette-i brit katonai temetőt. A szélmalom helyén felállított sztélé az ausztrálok áldozatára emlékeztet.

## Történelmi háttér
A német hadsereg 1914. szeptember 27-én érkezett meg Bapauméhoz, és a franciáknak csak néhány kilométerre Pozières-től délre, La Boisselle-nél sikerült megállítaniuk őket. A Pozières környéki magaslatok német kézbe kerültek, köztük a szélmalom is. A németek ott megerősített tüzérségi megfigyelő, illetve parancsnoki pontot építettek ki. 1916. július 1-jén a britek megpróbálták elfoglalni a magaslatokat, de az akció kudarcba fulladt.
Július 14–18-án megérkeztek az Anzac-alakulatok a somme-i csatamezőre, és július 23-án részt vettek a támadásban. Az 1. ausztrál hadosztály a nap végére elfoglalta Pozières-t. A támadás egyik célja a falutól északra álló szélmalommagaslat elfoglalása volt, amelyet csaknem kéthetes heves harccal, augusztus 5-ére teljesítettek az ausztrálok. A kiemelkedésről kiválóan rá lehetett látni a német hátsó vonalakra Grandcourt és Courcelette közelében.